# Porażki Króla Artura
Porażki Króla Artura (ang. King Arthur’s Disasters, 2005–2006) – brytyjski serial animowany. W Polsce emitowany od 11 października 2008 roku na kanale Boomerang.

## Bohaterowie
- Artur
- Ginewra
- Merlin
- Lancelot
- Robin Hood
- sir Martin
- Splag

## Wersja polska
Opracowanie wersji polskiej: Start International Polska

Reżyseria: Andrzej Chudy

Dialogi polskie: Andrzej Wójcik

Dźwięk i montaż:
- Sławomir Czwórnóg (odc. 1, 3, 5, 7),
- Janusz Tokarzewski (odc. 2, 4, 6, 8–10, 12, 14, 16, 18–19, 24–26),
- Rafał Wiszowaty (odc. 11, 13, 15, 17, 20–23)

Kierownik produkcji: Elżbieta Araszkiewicz

W wersji polskiej udział wzięli:
- Aleksander Mikołajczak – Artur
- Jerzy Złotnicki – Merlin
- Iwona Rulewicz – Ginewra
- Cezary Domagała – Narrator
- Klaudiusz Kaufmann – Lancelot
- Mirosława Krajewska –
  - Śpiewający dąb (odc. 1),
  - Wiedźma (odc. 9)
- Janusz Wituch –
  - Will (odc. 1, 3),
  - sir Marcin (odc. 2),
  - Artysta malarz (odc. 3),
  - Wieśniak (odc. 14)
- Paweł Szczesny –
  - Tuck (odc. 1, 3, 14),
  - Kamienny wojownik (odc. 9),
  - Hrabia Caspar (odc. 13)
- Hanna Chojnacka – Marion (odc. 1, 3, 13-14)
- Jakub Szydłowski –
  - Robin (odc. 1, 3, 13-14),
  - Don Kichot (odc. 25)
- Andrzej Chudy –
  - Posłaniec (odc. 2),
  - Wieśniak (odc. 3),
  - Wyrocznia (odc. 23)
- Jacek Kopczyński – Jeden z różowych rycerzy (odc. 3)
- Brygida Turowska – sir Margaret (odc. 13)

## Odcinki
- Serial liczy 26 odcinków.
- Premiera serialu w Polsce odbyła się na kanale Boomerang – I seria (odcinki 1-13) i II seria (odcinki 14-26) łącznie − 11 października 2008 roku.
- Podczas premiery były omijane odcinki w weekendy, w które Boomerang emitował maraton Kreskówki Dave’a.

### Spis odcinków
| Premiera odcinka | N/o | Polski tytuł                | Angielski tytuł                   |
| ---------------- | --- | --------------------------- | --------------------------------- |
|                  |     |                             |                                   |
| SERIA PIERWSZA   |     |                             |                                   |
|                  |     |                             |                                   |
| 11.10.2008       | 01  | Królestwo za gałąź          | Splinters In The Knight           |
|                  |     |                             |                                   |
| 12.10.2008       | 02  | Jodłujący delfin z Kirkwall | The Yodelling Dolphin of Kirkwall |
|                  |     |                             |                                   |
| 18.10.2008       | 03  | Pergamin Aruselli           | The Parchment of Arusella         |
|                  |     |                             |                                   |
| 19.10.2008       | 04  | Labirynt zagubionych dusz   | The Labyrinth Of Lost Souls       |
|                  |     |                             |                                   |
| 21.01.2009       | 05  | Misja niespodzianka         | The Surprise Quest                |
|                  |     |                             |                                   |
| 27.12.2008       | 06  | Szklana róża                | The Glass Rose                    |
|                  |     |                             |                                   |
| 01.11.2008       | 07  | Wyprawa na wikingów         | The Viking Venture                |
|                  |     |                             |                                   |
| 02.11.2008       | 08  | Misja Ginewra               | Mission Implausible               |
|                  |     |                             |                                   |
| 08.11.2008       | 09  | Fontanna młodości           | The Fountain Of Youth             |
|                  |     |                             |                                   |
| 09.11.2008       | 10  | Królewski cyrk              | Circus Calamity                   |
|                  |     |                             |                                   |
| 15.11.2008       | 11  | Niedźwiedzia przysługa      | The Bear Necessities              |
|                  |     |                             |                                   |
| 16.11.2008       | 12  | Pawie z Pendzems            | The Peacocks of Penzance          |
|                  |     |                             |                                   |
| 22.11.2008       | 13  | Lodowy pałac                | The Ice Palace                    |
|                  |     |                             |                                   |
| SERIA DRUGA      |     |                             |                                   |
|                  |     |                             |                                   |
| 23.11.2008       | 14  | Puszcza mrocznych mocy      | The Forest Of Dark Forces         |
|                  |     |                             |                                   |
| 29.11.2008       | 15  | Król na księżycu            | King Of The Moon                  |
|                  |     |                             |                                   |
| 30.11.2008       | 16  | Król Ginewra                | King Guinevere                    |
|                  |     |                             |                                   |
| 06.12.2008       | 17  | Pomarańczowa wyprawa        | The Quest For The Orange Orange   |
|                  |     |                             |                                   |
| 07.12.2008       | 18  | Nowe szaty księżniczki      | Worms of Regret                   |
|                  |     |                             |                                   |
| 13.12.2008       | 19  | Wieża z widokiem            | A Tower With A View               |
|                  |     |                             |                                   |
| 14.12.2008       | 20  | Łosoś mądrości              | The Salmon Of Knowledge           |
|                  |     |                             |                                   |
| 20.12.2008       | 21  | Człowiek rakieta            | The Rocket Man                    |
|                  |     |                             |                                   |
| 21.12.2008       | 22  | Czego pragną księżniczki?   | Baa Baa Green Goat                |
|                  |     |                             |                                   |
| 01.01.2009       | 23  | Ciemna strona Merlina       | Double Double Wizzard Trouble     |
|                  |     |                             |                                   |
| 03.01.2009       | 24  | Sznur pełen dziur           | A Dope On A Rope                  |
|                  |     |                             |                                   |
| 04.01.2009       | 25  | Osioł i król                | Donkey Kong King                  |
|                  |     |                             |                                   |
| 05.01.2009       | 26  | Turniej terroru             | Tournament Of Terror              |
|                  |     |                             |                                   |